# (100088) 1993 DC
(100088) 1993 DC es un asteroide  perteneciente a asteroides que cruzan la órbita de Marte, descubierto el 18 de febrero de 1993 por el equipo del Spacewatch desde el Observatorio Nacional de Kitt Peak, Arizona, Estados Unidos.

## Designación y nombre
Designado provisionalmente como 1993 DC.

## Características orbitales
1993 DC está situado a una distancia media del Sol de 2,390 ua, pudiendo alejarse hasta 3,416 ua y acercarse hasta 1,365 ua. Su excentricidad es 0,428 y la inclinación orbital 10,10 grados. Emplea 1350 días en completar una órbita alrededor del Sol.

## Características físicas
La magnitud absoluta de 1993 DC es 16.